# Gnophos binaloudi
Gnophos binaloudi là một loài bướm đêm trong họ Geometridae.